# Championnat du Maroc de football de deuxième division 2009-2010
Le Championnat du Maroc de football GNF2 2009-2010 est la cinquante-quatrième édition du Championnat du Maroc de football D2.

## Les clubs de l'édition 2009-2010
- Chabab Houara
- TAS de Casablanca
- Chabab Rif Hoceima
- Racing de Casablanca
- IR Tanger
- Youssoufia Berrechid
- Union de Mohammédia
- Chabab Mohammédia
- Stade Marocain
- Renaissance de Settat
- Mouloudia d'Oujda
- Union de Sidi Kacem
- Rachad Bernoussi
- Ittihad Fkih Ben Salah
- Union sportive Témara
- CODM de Meknès
- JS de Tadla
- Chabab Atlas Khénifra
- Ittihad Fkih Ben Salah

| Championnat du Maroc de football de deuxième division 2009-2010 |                       |
| Champion                                                        | JS de Tadla           |
| Promotions et relégations                                       |                       |
| Promus en Botola 1                                              | JS de Tadla           |
| Promus en Botola 1                                              | Chabab Rif Al Hoceima |
| Relégués en Botola 2                                            | Ittihad Khémisset     |
| Relégués en Botola 2                                            | AS Salé               |